# گرانوتزو کن مونتیچلو
گرانوتزو کن مونتیچلو (به ایتالیایی: Granozzo con Monticello) یک کومونه در ایتالیا است که در استان نووارا واقع شده‌است. گرانوتزو کن مونتیچلو ۱۹٫۵ کیلومتر مربع مساحت و ۱٬۳۶۸ نفر جمعیت دارد.